# Жірани

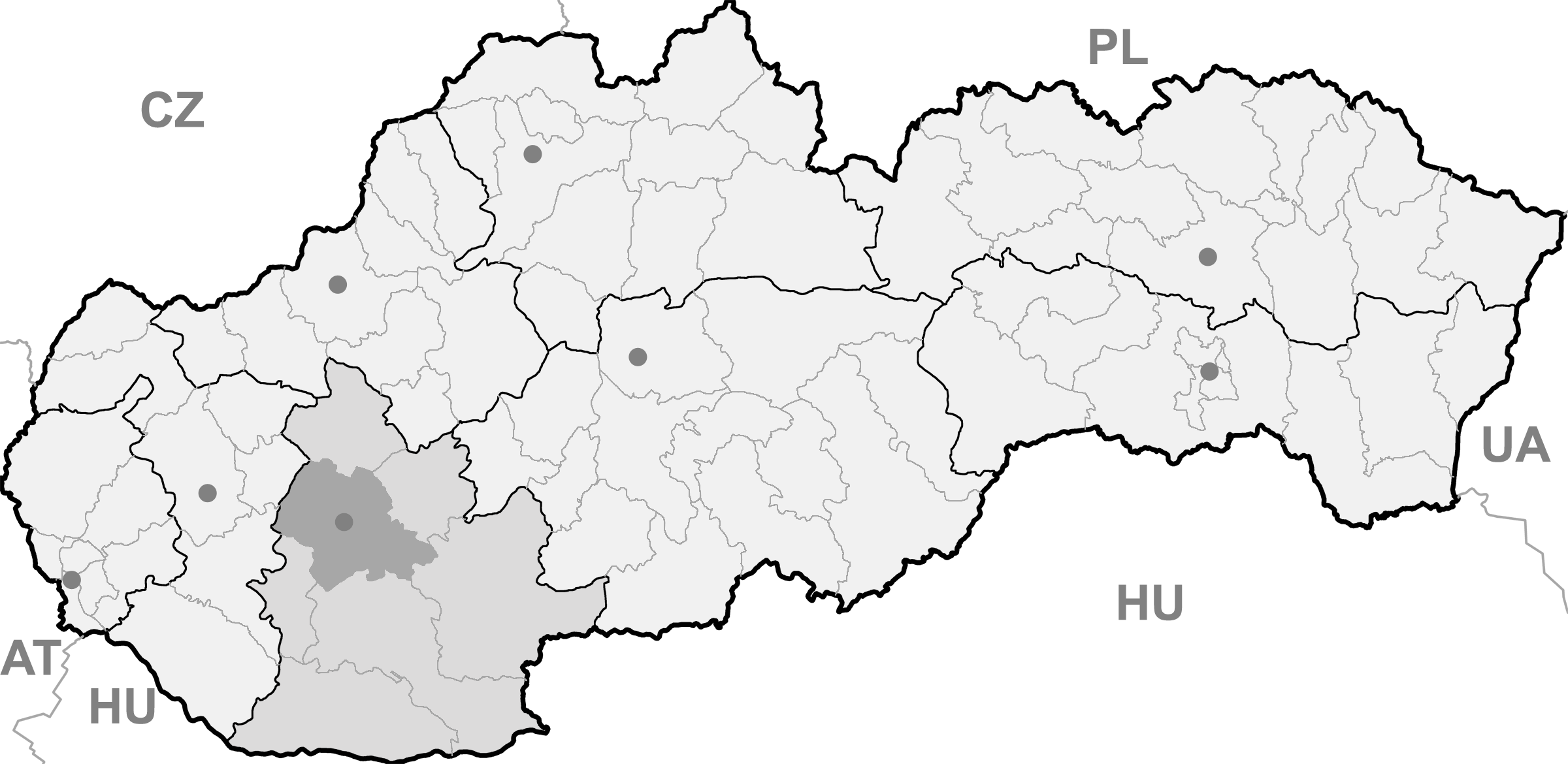
Жірани знаходяться в сірій зоні

}}
Жірани (словац. Žirany, угор. Zsére) — село, громада в окрузі Нітра, Нітранський край, західна Словаччина.
- Територія: 16 km²
- Висота над рівнем моря: 250 m
- Населення: 1340
- Поштовий індекс: 951 74
- Індекс номерних авто знаків: NR

## Географія
Протікають річки Боцегай і Гунтак.

## Населення
| Рік:            | 1994. | 2004.   | 2014.   | 2024.   |
| --------------- | ----- | ------- | ------- | ------- |
| Кількість осіб: | 1257  | 1344    | 1363    | 1346    |
| Різниця:        |       | +6,92 % | +1,41 % | -1,24 % |

| Рік:            | 2023. | 2024.   |
| --------------- | ----- | ------- |
| Кількість осіб: | 1352  | 1346    |
| Різниця:        |       | -0,44 % |

## Пам'ятки
- Римсько-католицька церква на честь Святого Миколая, 1939